# Purnia (distrikt)
Purnia är ett distrikt i Indien.   Det ligger i delstaten Bihar, i den östra delen av landet, 1 100 km öster om huvudstaden New Delhi. Antalet invånare är 3 264 619.
Följande samhällen finns i Purnia:
- Purnia
- Bhawānīpur Rājdhām
- Kasba
- Banmankhi
- Baisi